# Chantaika
Die Chantaika (russisch Хантайка) ist ein rechter Nebenfluss des Jenissei im Norden der russischen Region Krasnojarsk.
Sie entfließt am Westhang des Putoranagebirges dem Kleinen Chantaikasees, welcher wiederum vom Abfluss des Chantaisees gespeist wird. Sie fließt in westlicher Richtung und mündet in den Chantaika-Stausee. Bei Sneschnogorsk befindet sich der zugehörige Staudamm. Von dort setzt die Chantaika ihren Flusslauf in westlicher Richtung fort und mündet nach weiteren 63 km in den Jenissei. 
Die Chantaika hat eine Länge von 174 km. Ihr Einzugsgebiet umfasst 30700 km². An ihrer Mündung beträgt der mittlere Abfluss 590 m³/s. Der Fluss ist zwischen Oktober und Anfang Juni von einer Eisschicht bedeckt.